# Andrei Marc
Andrei Ovidiu Marc (Piatra Neamț, 29 aprile 1993) è un calciatore rumeno, difensore del Concordia Chiajna.

## Carriera

### Club
Ha giocato nella prima divisione rumena.

### Nazionale
Ha giocato nelle nazionali giovanili rumene Under-17 ed Under-21.